# Кшижова (Болеславецький повіт)
Кшижова (пол. Krzyżowa, нім. Lichtenwaldau) — село в Польщі, у гміні Ґромадка Болеславецького повіту Нижньосілезького воєводства.
Населення — 567 осіб (2011).
У 1975-1998 роках село належало до Легницького воєводства.

## Демографія
Демографічна структура станом на 31 березня 2011 року:
|          | Загалом | Допрацездатний вік | Працездатний вік | Постпрацездатний вік |
| -------- | ------- | ------------------ | ---------------- | -------------------- |
| Чоловіки | 287     | 57                 | 206              | 24                   |
| Жінки    | 280     | 66                 | 172              | 42                   |
| Разом    | 567     | 123                | 378              | 66                   |